# Луций Вергиний Трикост (консул)
Лу́ций Верги́ний Трико́ст (лат. Lucius Verginius Tricostus; V век до н. э.) — римский политический деятель из патрицианского рода Вергиниев, консул 435 и 434 годов до н. э.
Коллегой Луция Вергиния по первому консульству был Гай Юлий Юл. По данным Тита Ливия, в этом году усилилась чума, а войско фиденян подошло к самому городу. Пока Гай Юлий организовывал оборону, Луций Вергиний провёл совещание с сенаторами в храме Квирина; было принято решение о назначении диктатора, и Вергиний той же ночью наделил диктаторскими полномочиями Авла Сервилия Структа.
Диктатор взял Фидены, а консулы, по данным Ливия, были переизбраны на следующий год. Когда этруски, устрашённые падением Фиден, попытались объединиться против Рима, сенат опять инициировал назначение диктатора — Мамерка Эмилия Мамерцина. Впрочем, в других источниках Луций Вергиний и Гай Юлий вообще не фигурируют как консулы 434 года до н. э.
Сыном Луция Вергиния был военный трибун с консульской властью 402 года до н. э. того же имени.